# Quadroppia media
Quadroppia media är en kvalsterart som beskrevs av Gordeeva 1983. Quadroppia media ingår i släktet Quadroppia och familjen Quadroppiidae. Inga underarter finns listade i Catalogue of Life.